# Christina Pedersen
 Denne artikel omhandler en håndboldspiller. Opslagsordet har også en anden betydning, se Christinna Pedersen.
Christina Nimand Hansen, tidl. Pedersen (født 15. december 1982 i København) er en tidligere dansk håndboldspiller. 
I dag arbejder hun som juridisk specialkonsulent i Spillemyndigheden.[kilde mangler]
Hun begyndte med at spille håndbold som 6-årig i Ajax København. Hun fik debut på det danske A-landshold som 19-årig i 2002. Det var først i 2007 hun fik en fast plads på holdet. 4. december 2010 havde hun i alt spillet 68 kampe for nationalmandskabet.
Hun spillede sin sidste sæson på topplan for FIF som målmand i 2012/2013. Før dette havde hun spillet tre sæsoner i Viborg Håndboldklub.
I februar/marts 2014 gjorde hun comeback i et par kampe for København Håndbold pga. en skade hos Søs Søby
Christina Hansen har som spiller vundet følgende: DM Bronze 2010, Dansk Pokalvinder 2010, 2011 og
Dansk Supercup vinder 2011
I sæsonen 2009/10 blev hun kåret til årets kvindelige landsholdsspiller i Danmark.